# Colonia Cusi
Colonia Cusi är en ort i Mexiko.   Den ligger i kommunen Cusihuiriachi och delstaten Chihuahua, i den nordvästra delen av landet, 1 300 km nordväst om huvudstaden Mexico City. Colonia Cusi ligger 2 119 meter över havet och antalet invånare är 307.
Terrängen runt Colonia Cusi är en högslätt. Runt Colonia Cusi är det mycket glesbefolkat, med 4 invånare per kvadratkilometer. Colonia Cusi är det största samhället i trakten. Trakten runt Colonia Cusi består i huvudsak av gräsmarker.